# Camp Springs
Camp Springs es un lugar designado por el censo ubicado en el condado de Prince George en el estado estadounidense de Maryland. En el Censo de 2010 tenía una población de 19.096 habitantes y una densidad poblacional de 957,04 personas por km².

## Geografía
Camp Springs se encuentra ubicado en las coordenadas 38°48′17″N 76°55′4″O / 38.80472, -76.91778. Según la Oficina del Censo de los Estados Unidos, Camp Springs tiene una superficie total de 19.95 km², de la cual 19.92 km² corresponden a tierra firme y (0.18%) 0.04 km² es agua.

## Demografía
Según el censo de 2010, había 19.096 personas residiendo en Camp Springs. La densidad de población era de 957,04 hab./km². De los 19.096 habitantes, Camp Springs estaba compuesto por el 11.12% blancos, el 78.82% eran afroamericanos, el 0.35% eran amerindios, el 2.36% eran asiáticos, el 0.07% eran isleños del Pacífico, el 4.77% eran de otras razas y el 2.52% pertenecían a dos o más razas. Del total de la población el 8.24% eran hispanos o latinos de cualquier raza.